# Ati (volk)
De Ati zijn een etnische Negrito-groep in de Visayas, het centrale deel van de Filippijnse archipel. Hun kleine aantallen zijn voornamelijk geconcentreerd op de eilanden Boracay, Panay en Negros. Ze zijn genetisch verwant met andere Negrito-groepen in de Filippijnen, zoals de Aeta van Luzon, de Batak van Palawan, de Agta van de Sierra Madre en de Mamanwa van Mindanao.

## Geschiedenis
De Negrito's zijn de afstammelingen van dezelfde vroege Oost-Euraziatische metapopulatie, die ook aanleiding gaf tot moderne Oost-Aziaten en Australaziatische bevolkingsgroepen, naast andere populaties in de regio Azië-Pacific.   
De vroegste moderne menselijke migraties naar de Filippijnse archipel vonden plaats tijdens het laatpaleolithicum, ongeveer 40.000 jaar geleden, gevolgd door twee andere migratiegolven tussen 25.000 en 12.000 jaar geleden, via de Soendaland-landbrug die de eilanden met het Aziatische vasteland verbond. De laatste migratiegolf wordt in verband gebracht met de Austronesische volkeren (ca. 7.000 jaar geleden) uit Taiwan.   
De Filippijnse negrito's vertonen een relatief nauwere genetische affiniteit met verschillende Oost-Aziatische populaties, prehistorische Hoabinhian-mensen, evenals met de inheemse bevolking van Nieuw-Guinea en de Aborigines van Australië, waarvan ze rond c. 40.000 jaar geleden divergeerden. Ze vertonen ook een genetische onderstructuur langs een noord-zuidlijn, wat erop wijst dat hun voorouderlijke bevolking na de eerste bevolking van de Filippijnen in twee subgroepen uiteenviel. Bovendien vertonen ze hoge percentages Denisova-genenstroom.  
Legenden, zoals die over de Tien Borneaanse Datus en het Binirayan-festival, vertellen verhalen over hoe aan het begin van de 12e eeuw, toen Indonesië en de Filippijnen onder de heerschappij stonden van geïndianiseerde inheemse koninkrijken, de voorouders van de Bisaya ontsnapten uit Borneo en van de vervolging van Rajah Makatunaw. Onder leiding van Datu Puti en Datu Sumakwel en varend met boten genaamd balangays, landden ze in de buurt van een rivier genaamd Suaragan, aan de zuidwestkust van Panay (de plaats die toen bekend stond als Aninipay). Hier ruilden ze het land van een Ati-hoofdman genaamd Polpolan en zijn zoon Marikudo voor de prijs van een ketting en een gouden salakot. De heuvels werden aan de Atis overgelaten, terwijl de vlakten en rivieren aan de Maleisiërs werden afgestaan. Deze bijeenkomst wordt herdacht tijdens het Ati-Atihanfestival. De betrouwbaarheid van de legende wordt echter door sommige historici betwist. 
Tijdens de Spaanse kolonisatie maakte de stam contact met de conquistador Miguel López de Legazpi en werd uitgebuit bij zijn kolonisatie van Panay.
Een rapport uit 1905 documenteerde een aanzienlijke populatie op het eiland Boracay en het westelijke deel van het eiland Panay.

### Boracay

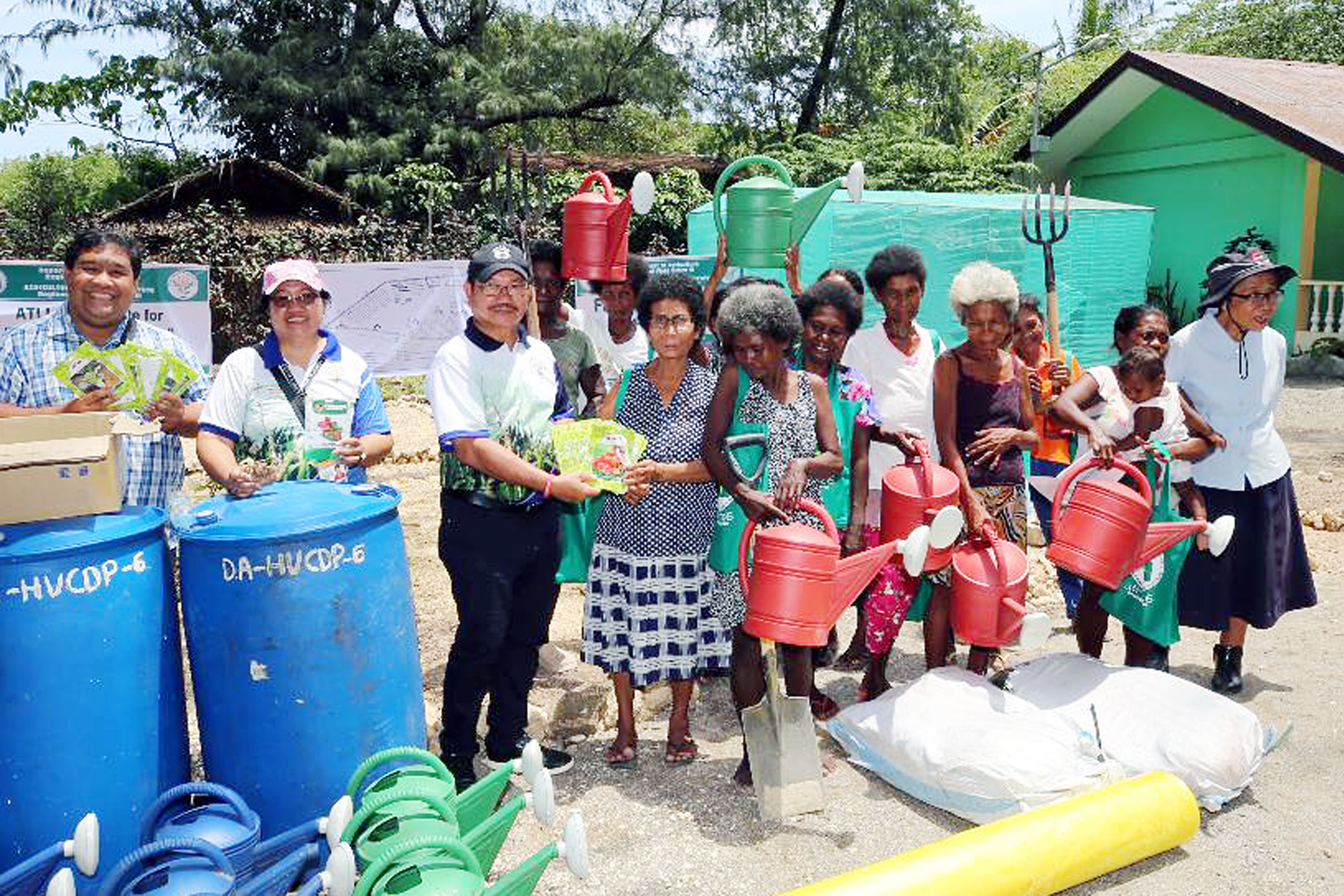
Ati ontvangen landbouwwerktuigen van de Filippijnse regering tijdens de sluiting en herontwikkeling van Boracay in 2018

Atis zijn de oorspronkelijke bewoners van het eiland Boracay. Toen het eiland toeristische bekendheid verwierf, werden de Atis verdrongen. Ze verloren hun land en velen raakten dakloos. Bijgevolg migreerden velen naar het vasteland van Caticlan. President Rodrigo Duterte nam echter het initiatief tot landhervormingen. In november 2018 werden landtitels van 3,2 ha overgedragen aan de Atis, ongeveer een procent van de ongeveer 1.000 ha oppervlakte van het eiland. Het gebrek aan onderwijs en discriminatie blijven problemen waarmee de Atis van Boracay mee te maken hebben. 
De Nationale Commissie voor Inheemse Volkeren (NCIP) heeft in 2010 aan de Ati-gemeenschap op Boracay een certificaat van voorouderlijke domeintitel (CADT) verleend 
De Atis werden in 2012 twee keer lastiggevallen en bedreigd door mannen die zich identificeerden met resorteigenaren en lokale functionarissen. Op 22 februari 2013 werd de Ati-jeugdleider Dexter Condez vermoord. De moord is nog niet opgelost. 
Het Hooggerechtshof bevestigde de CADT in 2019 ten gunste van de Atis tegen juridische uitdagingen van particuliere eisers. 
Als onderdeel van het nationale landhervormingsprogramma werden in 2018 vier Certificates of Land Ownership Awards (CLOA's) voor 3,2 hectare landbouwgrond toegekend aan Ati-gemeenschappen. Ati-boeren verbouwen nu drakenvrucht, banaan, citroengras, papaja en groenten op het land. 
De Filippijnse regering leverde via de Technical Education and Skills Development Authority (TESDA) inspanningen om de inzetbaarheid van Ati te vergroten, door middel van beurzen voor culinaire en esthetische trainingsprogramma's. Na voltooiing van deze programma's studeren ze af met een landelijk erkend certificaat.  

## Cultuur

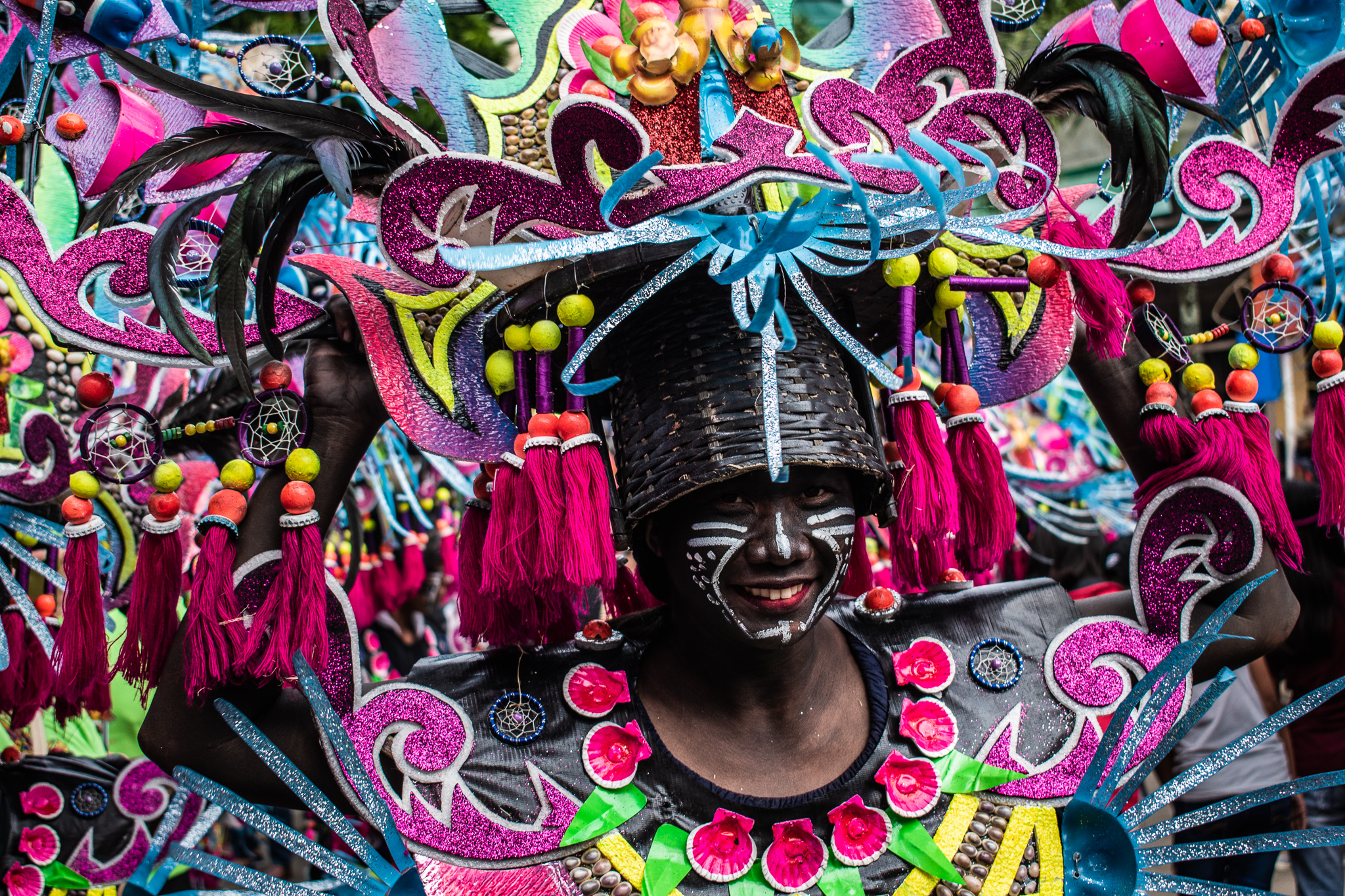
een vrouw op het Kalibo Ati-Atihan Festival

### Taal
De Ati spreken een eigen taal die bekend staat als Inati. Volgens een volkstelling in 1980 zijn er ongeveer 1.500 sprekers van Inati. Hiligaynon en Kinaray-a worden ook vaak gebruikt. 

### Religie
De Ati beoefenen een vorm van animisme waarbij goede en kwade geesten betrokken zijn. Deze geesten zijn natuurgeesten die vaak rivieren, de zee, de lucht en de bergen bewaken. Soms kunnen ze ziekte of troost veroorzaken. De Ati uit Negros noemen ze taglugar of tagapuyo, wat letterlijk "in een plaats wonend" betekent. Het christendom is ook overgenomen vanwege de verminderde isolatie en meer contact met buitenstaanders.

### Kleding
Nog niet zo lang geleden was hun kleding, net als andere negrito's in het land, eenvoudig: vrouwen droegen wikkelrokken, soms gemaakt van boombast, en mannen droegen lendendoeken. Tegenwoordig zijn T-shirts, broeken en rubberen sandalen echter gebruikelijk als dagelijkse kleding.
Sieraden zijn eenvoudig van aard. Bij sommige sieradenobjecten zijn planten en bloemen betrokken, terwijl bij andere dierenbotten worden gebruikt, vooral tanden van varkens.

### Geneeskunde
De Ati staan in Panay bekend als beoefenaars van de kruidengeneeskunde. De lokale bevolking zoekt vaak hun hulp bij het verwijderen van bloedzuigers uit iemands lichaam.

### Mobiliteit
De Negrito's waren van oudsher een nomadisch volk, waarbij de Ati van Panay bekend stond als het meest mobiele. Nu wonen ze in meer permanente nederzettingen zoals Barotac Viejo, het eiland Guimaras, Igkaputol (Dao), Tina (Hamtic) en Badiang (San Jose de Buenavista). Het toeristisch bekende eiland Boracay wordt nog steeds beschouwd als hun voorouderlijk land, als het gebied dat bekend staat als Takbuyan, tussen de gemeenten Tobias Fournier (Dao) en San Joaquin, aan de zuidwestelijke kust van Panay. Zeer weinigen van hen zijn nog nomadisch (meestal vrouwen met kleine kinderen). Ati-mannen sluiten zich traditioneel aan bij sacadas-arbeiders op het moment van de oogst van suikerplanten in plaatsen als Negros of Batangas.

### Festivals
De Ati zijn de centrale attractie van het Ati-Atihanfestival, een festival dat naar hen vernoemd is. Er wordt gezegd dat het festival wordt gehouden ter herdenking van de eerste verschijning van de Rooms-Katholieke Kerk en de Spanjaarden in de provincie Aklan. Volgens mondelinge overlevering hielpen de Ati de Spanjaarden de inheemse Visayanen te verslaan en als beloning kreeg de stam een standbeeld van de Santo Niño.
Op het Dinagyang-festival van Iloilo City, ook op Panay, worden artiesten beschilderd om zogenaamd op Ati te lijken, en zijn georganiseerd in "stammen", "tribus" genaamd, om dansen uit te voeren met drums, zoals de Ati's zouden hebben gedaan toen de Austronesiërs arriveerden en Panay van de Ati kochten. Dinagyang wordt gehouden om deze aankoop te vieren, evenals de aankomst in Iloilo van het standbeeld van de Santo Niño. Toen het beeld voor het eerst arriveerde in 1967, werd een stam van het Ati-Atihanfestival uitgenodigd om naar Iloilo te komen om de gelegenheid te vieren.